# Catherine Dean May

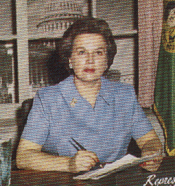
Catherine Dean May, 1950

Catherine Dean May, geborene Barnes, verheiratete Bedell (* 18. Mai 1914 in Yakima, Washington; † 28. Mai 2004 in Rancho Mirage, Kalifornien), war eine US-amerikanische Politikerin. Zwischen 1959 und 1971 vertrat sie den Bundesstaat Washington im US-Repräsentantenhaus.

## Leben
Catherine May wurde 1914 als Catherine Dean Barnes geboren. Nach einer zweiten Hochzeit hieß sie später Catherine May Bedell. Sie besuchte bis 1934 das Yakima Valley Junior College und studierte danach bis 1937 an der University of Washington in Seattle. Sie beendete ihre Studienzeit im Jahr 1939 an der University of Southern California in Los Angeles. Zwischenzeitlich unterrichtete sie das Fach Englisch an der High School der Stadt Chehalis. In den Jahren 1941 und 1942 war sie Redakteurin und Nachrichtensprecherin in Tacoma. Danach war sie in einer Werbefirma Leiterin der Abteilung für Rundfunkwerbung. Von 1943 bis 1944 arbeitete sie in gleicher Funktion für eine Versicherungsgesellschaft; danach war sie bis 1946 als Autorin und Co-Kommentatorin bei der NBC in New York beschäftigt. Von 1948 bis 1957 arbeitete sie für den Sender KIT in Yakima. Dann wechselte Catherine May in die Verwaltung des Yakima Medical Center, für das sie in den Jahren 1957 und 1958 arbeitete.
Politisch war May Mitglied der Republikanischen Partei. Zwischen 1952 und 1958 saß sie als Abgeordnete im Repräsentantenhaus von Washington. Bei den Kongresswahlen des Jahres 1958 wurde sie im vierten Wahlbezirk ihres Staates in das US-Repräsentantenhaus in Washington, D.C. gewählt, wo sie am 3. Januar 1959 die Nachfolge von Hal Holmes antrat. Nach fünf Wiederwahlen konnte sie bis zum 3. Januar 1971 sechs Legislaturperioden im Kongress absolvieren. In diese Zeit fielen die Kubakrise und der Beginn des Vietnamkrieges. Damals wurden auch der 23., der 24. und der 25. Verfassungszusatz verabschiedet.
Beim Versuch der Wiederwahl 1970 unterlag Catherine May dem Demokraten Mike McCormack. Zwischen 1971 und 1981 arbeitete sie für die International Trade Commission. Im Jahr 1982 war sie Sonderberaterin des Präsidenten. Sie starb am 28. Mai 2004 in Rancho Mirage.